# 徐贵 (1962年)
徐貴（1962年8月—），男，漢族，廣西合浦人，中华人民共和国政治人物。在職研究生學歷。

## 生平
徐贵1985年7月從學校畢業後參加工作，於北海市基層任職，同月加入中國共產黨。曾擔任共青團北海市委書記、北海市海城區區長、北海市巴馬瑤族自治縣委書記。2006年，轉任河池市委常委、秘書長。2007年8月，擔任河池市委宣傳部部長、河池市人民政府副市長。2008年9月，改任欽州市委常委、宣傳部部長、欽州市人民政府副市長。2014年1月，出任欽州市委副書記。2016年9月，任欽州市人大常委會副主任。2019年12月，任欽州市一級巡視員。
2020年6月23日，廣西壯族自治區紀委監委宣布徐貴涉嫌嚴重違紀違法，正在接受紀律審查和監察調查。